# Bartolomé de Olagüe
Bartolomé de Olagüe, también como Olaegui y Olagué, (¿? - Santiago de Compostela, febrero de 1658) fue un compositor y maestro de capilla español.

## Vida
Es muy poco lo que se sabe de Olagüe. Ni siquiera su nombre es seguro. Baltasar Saldoni lo denomina Olaegui: 196  y Barton Hudson como Olagué. Su origen es incierto, dando Hudson un posible origen vasco basándose en el apellido, aunque menciona también un posible origen portugués. Fue padre del también músico (organista y compositor) fray Bartolomé de Olagüe.
Parece ser que se educó como niño cantor en Burgos y pasó por diversas iglesias menores. Se tienen noticias de Olagüe como maestro de capilla de la Iglesia de Santa María de Viana, en Navarra, en 1620.

Se libraron a Bartolomé Olagüe, maestro de capilla, ziento zinquenta reales por las letras, billançicos, ensaladas, y motetes, misas y salbes que a compuesto para la solenidad y fiestas, [...]
Archivo Parroquial de Viana, Libro de Fábrica de Santa María, 1620

Se sabe con seguridad que fue nombrado maestro de capilla de la Catedral de Burgos el 20 de junio de 1644. En ese momento se presentaba como maestro de capilla de la Colegiata de Lerma.
Tras la partida de Diego de Pontac en octubre de 1647 de la Catedral de Santiago de Compostela, el cargo de maestro de capilla se hallaba vacante. Olagüe fue nombrado al magisterio compostelano en marzo de 1651. Permaneció en el puesto hasta su fallecimiento en Santiago en 1658, siendo sustituido por Martín Serrano en el cargo.

## Obra
Se conservan una misa para nueve voces y otra a ocho voces, que no está confirmada. También tres villancicos.
Debido a la confusión reinante, hasta fecha reciente, entre las figuras de Bartolomé de Olagüe y de su hijo fray Bartolomé, se le suponía autor de varias piezas para órgano contenidas en el Libro de Cyfra adonde se contem varios Jogos e Versos e Obras, e outras curiosidades de varios autores, un manuscrito conservado en la Biblioteca Municipal de Oporto (Portugal). Sin embargo, en investigaciones recientes realizadas por Andrés Díaz Pazos en el Archivo del Reino de Galicia se ha descubierto que las composiciones corresponden a fray Bartolomé de Olagüe (n. 1652), hijo del anterior, que probablemente se educó con el organista de la catedral, el compostelano Benito de Alaraz. Este músico estuvo bajo el mando de Bartolomé de Olagüe padre, primero en la capilla de música de la Catedral de Burgos y, posteriormente, en la de la Catedral de Santiago.